# Вицкијањоне да Пједи (Ријети)
Вицкијањоне да Пједи је насеље у Италији у округу Ријети, региону Лацио.
Према процени из 2011. у насељу је живело 27 становника. Насеље се налази на надморској висини од 592 м.